# Uwe Alzen
Uwe Alzen (Kirchen, Rhineland-Palatinate, 18 de agosto de 1967) es un piloto de automovilismo alemán, especializado en carreras de turismos y gran turismos. Fue campeón de la Copa Porsche Carrera Alemán en 1992 y 2007, y de la Supercopa Porsche en 1994. Por otro lado, logró dos victorias absolutas en las 24 Horas de Nürburgring en 2000 y 2010, y una en las 24 Horas de Spa en 1993. También logró un segundo puesto absoluto y una victoria de clase en las 24 Horas de Le Mans de 1998 y 1999 respectivamente, y fue segundo puesto general y ganador de clase en las 24 Horas de Daytona de 1998.
Asimismo, fue subcampeón del Deutsche Tourenwagen Masters en 2001, mientras que en el Campeonato Alemán de Superturismos fue subcampeón en 1999,  y tercero en 1998.